# Yelicones flavus
Yelicones flavus är en stekelart som beskrevs av Chen och Donald L.J. Quicke 1997. Yelicones flavus ingår i släktet Yelicones och familjen bracksteklar. Inga underarter finns listade i Catalogue of Life.